# Братиславський зоопарк
48°09′44″ пн. ш. 17°04′28″ сх. д. / 48.16222222° пн. ш. 17.07444444° сх. д.
Братиславський зоопарк (словац. Zoologická záhrada Bratislava) — зоопарк в районі Братислави Карлова Вес, розташований в лісі на схилах Малих Карпат.
Перші пропозиції про створення зоопарку в Братиславі датуються 1948 роком. Як місця пропонувалися Братиславський лісопарк та Млинська долина, яку й вибрали, хоча спершу там планувався парк культури. Будівництво зоопарку почалось в 1959 році, а 9 травня 1960 року відбулось офіційне відкриття. Спочатку зоопарк розташовувався на площі близько 9 га, сьогодні площа складає 96 га, на якій в 2006 році мешкали 1396 тварин 174 видів. В 2006 році в Братиславському зоопарку побувало 203 тис. відвідувачів.